# بربش
شهر بربش (به رومانیایی: Berbeşti) در شهرستان ولچه در کشور رومانی واقع شده‌است. جمعیت این شهر ۵٬۷۰۴ نفر  است.